# Tipula (Schummelia) pumila
Tipula (Schummelia) pumila is een tweevleugelige uit de familie langpootmuggen (Tipulidae). De soort komt voor in het Oriëntaals gebied.